# Бобильов Олександр Фадійович
Олександр Фадійович Бобильов (* 25 вересня 1963 р., Дніпропетровськ— 1 вересня 2014) — екс-народний депутат України, екс-начальник УМВС України в Дніпропетровській області.

## Біографія
По закінченні школи проходив службу в Збройних силах. Свій шлях в органах внутрішніх справ розпочав в 1985 році міліціонером конвойного відділення при ізоляторі тимчасового утримання в УВС Дніпродзержинська.
У 1989 році закінчив Вологодську спеціальну середню школу підготовки начальницького складу МВС СРСР.
З 1991 року працював в управлінні карного розшуку УМВС України в Дніпропетровській області, в 1997 році був призначений на посаду заступника начальника цього управління.
У 1997 році закінчив Донецький інститут внутрішніх справ за спеціальністю «Правознавство».
У 1999 році Олександра Бобильова призначили начальником Кіровського райвідділу Дніпропетровського МВ УМВС України в Дніпропетровській області.
У 2001 році призначений начальником Дніпродзержинського міськвідділу УМВС України в Дніпропетровській області.
З січня по вересень 2003 року працював начальником кримінальної міліції в управлінні МВС України Дніпропетровської області.
З грудня 2003 року по березень 2005-го — перший заступник начальника Департаменту ДСБЕЗ МВС України.
У березні 2005 року призначений начальником УМВС України в Луганській області.
З грудня 2007 року — начальник УМВС України в Дніпропетровській області.
На дострокових виборах до Верховної Ради в 2007 році балотувався в народні депутати України за списком блоку «Наша Україна — Народна Самооборона» (№ 81), але не пройшов.
Після того, як у вересні 2008 року Святослав Вакарчук заявив про своє небажання бути народним депутатом, у Олександра Бобильова, як наступного у виборчому списку, з'явився шанс зайняти його місце.
22 грудня 2008 Центральна виборча комісія визнала Олександра Бобильова обраним народним депутатом України в багатомандатному загальнодержавному виборчому окрузі. Голова підкомітету з питань контролю за виконанням законів уповноваженими державою органами на боротьбу з організованою злочинністю і корупцією Комітету з питань боротьби з організованою злочинністю і корупцією.
4 квітня 2009 делегати з'їзду політичної партії «Вперед, Україно!» Проголосували за обрання Олександра Бобильова заступником керівника ПП «Вперед, Україно!».
1 квітня 2010 Олександр Бобильов увійшов до складу коаліції «Стабільність і реформи». За це політрада «Народної самооборони» на своєму засіданні виключила його з лав партії.
Є «Почесним громадянином Дніпродзержинська».